# Гайді Тальявіні
Гайді Тальявіні (нім. Heidi Tagliavini; нар. 1950) — швейцарська дипломатка. Очолювала комісію з розслідування причин Російсько-грузинської війни 2008. Від 8 червня 2014 року — Спеціальна представниця голови ОБСЄ у складі Тристоронньої контактної групи з реалізації мирного плану на Сході України.

## Біографія
Народилася 1950 року в Базелі в сім'ї архітектора італійського походження та художниці з Люцерна. Від 1982 року почала працювати у Федеральному департаменті закордонних справ, від 1984 — у Політичному управлінні департаменту. 1995 року була членом першої групи сприяння ОБСЄ у Чечні. 1996 року працювала в посольстві Швейцарії у Москві. Від 1998 до 1999 обіймала посаду заступника голови місії ООН зі спостереження в Грузії.
Після повернення до Швейцарії 1999 року була призначена головою Політичного відділу гуманітарної безпеки в Політичному управлінні Федерального департаменту закордонних справ. Від 2000 до 2001 року працювала особистим представником чинного голови ОБСЄ на Кавказі. Від 2001 до 2002 була швейцарським послом у Боснії і Герцеговині. 2002 року очолила місію ООН зі спостереження в Грузії. 2006 року повернулася до Берна, де посіла посаду заступника глави Політичного управління Федерального департаменту закордонних справ.
Володіє сімома мовами. Під час зустрічі Рональда Рейгана та Михайла Горбачова 1985 року в Женеві була перекладачем з російської президента Швейцарії Курта Фурглера
2003 року щомісячним журналом Neue Zürcher Zeitung названа «видатним дипломатом Швейцарії»[джерело?].

### Комісія щодо Грузії
21 листопада 2008 стало відомо, що Тальявіні призначена головою комісії з розслідування причин російсько-грузинської війни. Їй був виділений бюджет у розмірі 1,6 мільйона євро. Доповідь комісії мала бути представлена 31 липня 2009, але її перенесли на 30 вересня. У заключній доповіді, опублікованій 30 вересня, зроблено висновок, що «почала війну Грузія, але обидві сторони несуть відповідальність за ескалацію конфлікту» .
Цей висновок був підданий масованій та гострій критиці як у Європі, так і в країнах колишнього СРСР, в тому числі з боку російської опозиції — через його повну невідповідність як уже тоді широко відомим, так і пізніше виявленим фактам. Він був спростований фактами російського масованого збройного втручання проти Грузії — засиланням терористичних диверсійних військових з'єднань спецназу Росії на територію Грузії задовго до початку конфлікту, провокацією війни обстрілами території Грузії, диверсіями - всупереч статуту ООН, тристороннім Дагомиським угодам та рішенням змішаної контрольної комісії (ЗКК).

### Комісії щодо України
Від кінця 2009 до початку 2010 року Гайді Тальявіні очолювала місію ОБСЄ зі спостереження за президентськими виборами в Україні. 2014 року Тальявіні очолила групу ОБСЄ на переговорах між Україною і Росією .

## Публікації
У 1998 році опублікувала книгу «Ознаки руйнування» (нім. Zeichen der Zerstörung), до якої увійшли її аматорські фотографії зруйнованої війною Чечні. У 2000 році під редакцією Гайді Тальявіні і Фраймут Дуве опублікована книга «Захист майбутнього. Кавказ у пошуках миру», до складу якої увійшли тексти 26 авторів, в тому числі й самої Тальявіні.

## Виноски
1. ↑  BBC: Доклад комиссии ЕС: войну начала Грузия
2. ↑  EU-Bericht: Georgien begann Kaukasuskrieg [Архівовано 6 лютого 2015 у Wayback Machine.](нім.)
3. ↑  Tagliavini's Report Heard at PACE Debates [Архівовано 6 лютого 2015 у Wayback Machine.](англ.)
4. ↑  BBC: Швейцарский дипломат поможет переговорам Киева и Москвы(рос.)
5. ↑  BBC: В Минске подписан протокол о прекращении огня в Донбассе [Архівовано 6 лютого 2015 у Wayback Machine.]. - мадам Тальявіні праворуч від Захарченка